# Bataille de Gao (mars 2013)
Pour les articles homonymes, voir Bataille de Gao.
Guerre du Mali
Batailles
La cinquième bataille de Gao a lieu pendant la guerre du Mali. Le 24 mars 2013, un petit groupe de djihadistes tente de s'infiltrer dans la ville.

## Déroulement

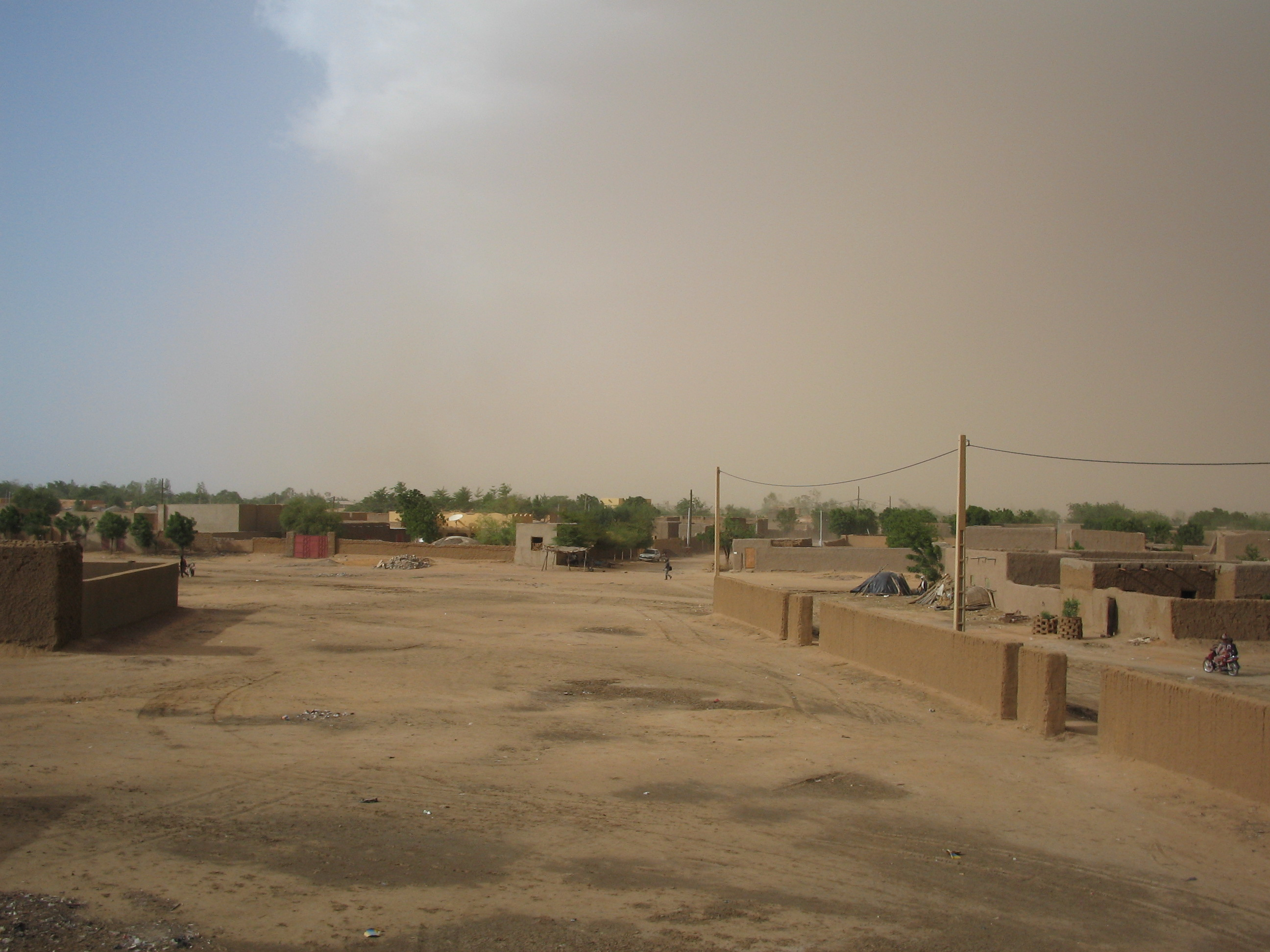
Vue d'une rue à Gao en 2006.

Le 23 mars, les forces maliennes et françaises effectuent une opération de fouille sur l’île de Bera, celle-ci est prise sans résistance et neuf de personnes sont arrêtées par les soldats maliens et français, dont le fils d'un chef du MUJAO,.
Quelques heures plus tard, peu après minuit, dans la nuit du 23 au 24 mars, un groupe de combattants islamistes effectue une incursion sur la ville de Gao. L'attaque est revendiquée par le MUJAO par la voix d'Oumar Wahab : « Samedi à minuit, neuf moudjahidines sont arrivés à Gao. Ils ont attaqué un camp de l'armée malienne. Les moudjahidines vont continuer jusqu'à la victoire finale. »
La ville de Gao est alors défendue par les armées maliennes, nigériennes, les Français basés à l'aéroport de Gao, ainsi que 160 soldats guinéens arrivés dans la ville trois jours plus tôt.
La fusillade se déroule au quatrième quartier, au Nord-Est de la ville. Selon un officier malien, l'armée effectue un ratissage après l'affrontement : « dans la nuit de samedi à dimanche, des individus ont effectué trois tirs de fusils AK-47 en direction d'un camp militaire malien à Gao. Nos hommes ont riposté énergiquement. Pour nous, c'est très minime. On ne peut même pas parler d'attaque. »
Un officier malien, joint au téléphone par l'agence de presse chinoise Xinhua déclare « Nous sommes sous le feu, les terroristes se sont infiltrés dans la ville et ont commencé à faire des tirs hier dans le quartier Chateau à la sortie Est de la ville à trois kilomètres du camp 2 et l'aéroport où sont basées les forces françaises. Ils sont très nombreux, nous sommes parvenus à les repousser mais ils se sont déportés vers le quartier 4, dans la partie sur la sortie allant vers Kidal. »
Un correspondant de l'agence Reuters déclare avoir aperçu dans la ville quatre djihadistes dont deux armés de  Kalachnikov, un troisième équipé d'un lance-grenade RPG-7 et un dernier vêtu semble-il, d'une ceinture piégée.
Une section de VBCI français du 92e régiment d'infanterie intervient alors qu'elle était en patrouille, deux autres sections sont envoyées depuis l'aéroport,. 
Les assaillants battent en retraite et le calme revient après les premiers coups de feu, cependant les combats reprennent quelques heures plus tard dans la matinée. Cette fois, les jihadistes attaquent  par le fleuve Niger.
L'affrontement se termine dans un terrain vague au nord de la ville, où la population se joint aux soldats maliens pour affronter les djihadistes. Les blindés VBCI des Français interviennent également, l'un d'eux neutralise trois combattants en ouvrant le feu avec son canon contre un mur au pied duquel s'étaient dissimulés des djihadistes. Deux autres combattants tentent vainement de se faire exploser près des blindés mais ils sont également abattus. Les combats ont duré deux heures. Les maliens ont également engagé au moins deux blindés BTR.

## Pertes
Selon le premier bilan, un soldat malien a été tué à 10 heures du matin, ainsi que deux civils et quatre islamistes, trois autres sont blessés,.
L'armée française évoque une demi-douzaine d'assaillants « neutralisés » ainsi qu'un mort et quatre blessés chez les Maliens.
Par la suite, l'armée malienne annonce dans un communiqué que « le bilan de l'opération est de quatre (04) morts du côté des djihadistes, (...) du côté des forces armées maliennes, il a été enregistré quatre (04) blessés et un militaire décédé (...) malheureusement, parmi la population civile, on déplore le décès d' un adolescent et trois personnes blessées. »
Cependant selon les déclarations à l'AFP, d'un officier et d'un médecin malien, deux civils ont été tués lors des affrontements.